# Inostrancevia
Genre
Espèces de rang inférieur
- † I. alexandri (type) Amalitsky, 1922
- † I. latifrons Pravoslavlev, 1927
- † I. uralensis Tatarinov, 1974
- † I. africana Kammerer et al., 2023

Synonymes
Inostrancevia est un genre fossile de grands thérapsides carnivores ayant vécu durant le Permien supérieur dans ce qui sont aujourd'hui la Russie européenne et l'Afrique australe. Les premiers fossiles connus de ce gorgonopsien furent découverts lors d'une longue série de fouilles menées de 1899 à 1914 dans la Dvina septentrionale, en Russie. Parmi ceux-ci figurent deux squelettes quasi complets incarnant les premiers spécimens décrits de ce genre, étant également le premier gorgonopsien à avoir été identifié en Russie. Plusieurs autres matériels fossiles y ont été découverts, et les diverses trouvailles ont conduit à une confusion quant au nombre exact d'espèces valides, avant que seulement deux d'entre elles soient actuellement reconnues, à savoir I. alexandri et I. latifrons. Une troisième espèce, I. uralensis, fut érigée en 1974, mais les restes fossiles de ce taxon sont très minces. Des recherches plus récentes menées en Afrique australe ont découvert des spécimens identifiés comme appartenant à ce genre, les spécimens d'Afrique du Sud et du Mozambique étant classés dans l'espèce I. africana. Le genre est nommé en l'honneur d'Alexandre Inostrantsev, professeur de Vladimir Amalitsky, le paléontologue ayant découvert et décrit le taxon.
Possédant un crâne mesurant environ 40 à 60 cm de long selon les espèces, le tout pour une longueur corporelle atteignant 3 à 3,5 m, Inostrancevia est le plus grand gorgonopsien connu, n'étant rivalisé en taille que par l'imposant Rubidgea. Il possède un crâne large et allongé équipé de grandes fosses temporales de forme ovale. Il possède également une dentition très avancée, possédant de grandes canines dont les plus longues peuvent atteindre 15 cm et qui peuvent avoir servi à cisailler la peau des proies. Comme la plupart des autres gorgonopsiens, Inostrancevia avait un angle d'ouverture de la mâchoire particulièrement grand, ce qui lui aurait permis d'infliger des morsures fatales. Les gorgonopsiens en général auraient été des prédateurs relativement rapides, tuant leurs proies en leur infligeant des morsures tranchantes avec l'aide de leurs « dents de sabre ». Le squelette est de construction robuste, mais des nouvelles études sont nécessaires pour une meilleure description anatomique et comprendre son fonctionnement paléobiologique.
Les gorgonopsiens forment un groupe majeur de « proto mammifères » carnivores qui ont disparu lors de la fin du Permien. Les premières classifications plaçaient Inostrancevia comme proche des taxons africains avant 1948, année où Friedrich von Huene érige une famille distincte, Inostranceviidae. Bien que ce modèle fut majoritairement suivi dans la littérature scientifique du XXe siècle et du début du XXIe siècle, les analyses phylogénétiques publiées depuis 2018 le considèrent comme appartenant à un regroupement de gorgonopsiens russes dérivés, désormais classés aux côtés des genres Suchogorgon, Sauroctonus et Pravoslavlevia, ce dernier et Inostrancevia formant d'ailleurs la sous-famille des Inostranceviinae. Les archives fossiles russes et africaines montrent qu’Inostrancevia vivait dans des écosystèmes fluviaux contenant de nombreux tétrapodes, où il s'avère avoir été le principal prédateur. Ces faunes étaient principalement occupée par les dicynodontes et les paréiasaures, qui auraient très probablement constitué ses proies principales. Dans le territoire russe, Inostrancevia aurait été l'unique grand gorgonopsien présent, tandis qu'il aurait été brièvement contemporain avec les rubidgeinés en Tanzanie. Lorsque les rubidgeinés disparaissent du territoire sud-africain, Inostrancevia aurait occupé à son tour le rôle de superprédateur avant de disparaitre à son tour lors de l'extinction Permien-Trias.

## Historique des recherches

### Découvertes russes
Durant les années 1890, le paléontologue russe Vladimir Amalitsky découvre des sédiments d'eaux douces datant du Permien supérieur au sein de la Dvina septentrionale, dans l'oblast d'Arkhangelsk, au nord de la Russie européenne. Le site consiste en un ruisseau avec des grès et des expositions en forme de lentille dans un escarpement de berge, contenant de nombreux squelettes fossiles particulièrement bien conservés. La trouvaille de ce type de faune datant de cette période, auparavant connue uniquement d'Afrique du Sud et d'Inde, est considérée comme l'une des plus grandes découvertes paléontologiques de la fin du XIXe siècle et du début du XXe siècle. Après la reconnaissance préliminaire du lieu, Amalitsky effectue des recherches systématiques avec sa compagne Anna Petrovna (ru). Les premières excavations démarrent en 1899,,, et nombre des trouvailles sont envoyées à Varsovie, en Pologne, afin d'y être préparées. Les exhumations des fossiles durent jusqu'en 1914, année où les recherches s'arrêtent en raison du début de la Première Guerre mondiale. Lorsque cet événement débute, Amalitsky tente de sauver sa collection de fossiles résidant à Varsovie afin de le transférer dans l'oblast de Nijni Novgorod. Cependant, l'arrivée de la révolution d'Octobre en 1917 et la politique changeante au sein du pays conduisit indirectement à sa mort en décembre de la même année. Par la suite, sa collection de fossiles fut transférée à Leningrad et est devenu une partie intégrante du département géologique de l'université de la ville. Durant la Seconde Guerre Mondiale, une partie des fossiles de la collection fut transférée à l'Institut de paléontologie de l'Académie des sciences de Russie, à Moscou.

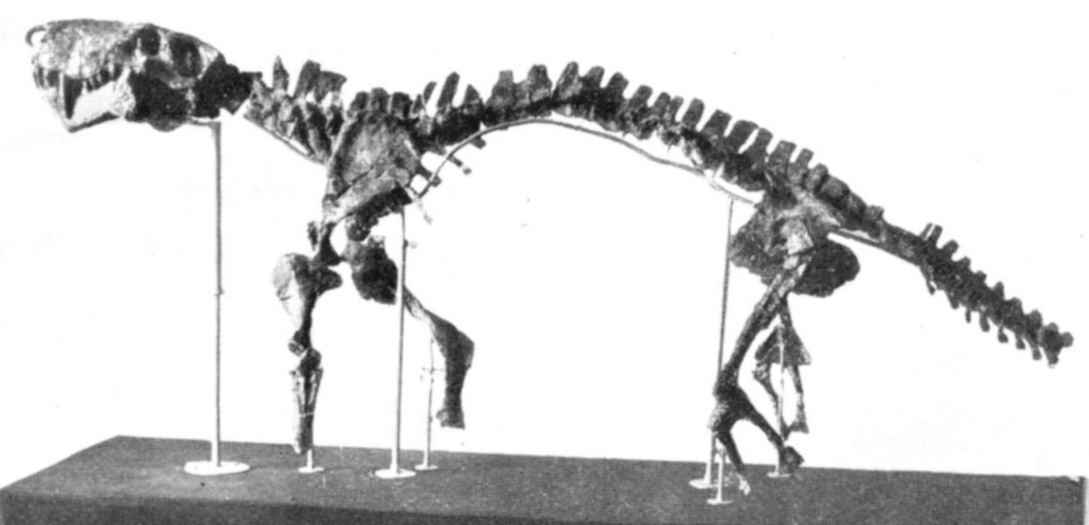
PIN 2005/1578, le squelette lectotype d’I. alexandri.

Parmi tous les fossiles qu'Amalitsky a décrits avant son décès figurent deux squelettes remarquablement complets de grands gorgonopsiens, aujourd'hui catalogués PIN 1758 et PIN 2005/1578, duquel il les attribue à un nouveau genre et espèce qu'il nomme Inostranzevia alexandri. Le spécimen PIN 2005/1578 est depuis reconnu comme son lectotype,,. Le taxon représente le premier gorgonopsien à avoir été identifié en Russie,, les fossiles préservant également les premiers restes postcrâniens quasi complets connus identifiés chez ce groupe de thérapsides. Bien que l'animal n'ait été qu'officiellement décrit qu'en 1922 à titre posthume, l'utilisation de ce nom au sein de la littérature scientifique remonte dès au début du XXe siècle, notamment dans les travaux de Friedrich von Huene et d'Edwin Ray Lankester,,,. Les problèmes taxonomiques quant à la date originelle du nommage du genre sont le sujet d'une étude qui devrait être publiée ultérieurement. Bien que l'étymologie du genre et de l'espèce type ne sont pas fournis dans les premières descriptions connues concernant le taxon, il est en fait nommé en l'honneur du géologue réputé Alexandre Inostrantsev (ru), qui n'est autre que l'un des professeurs d'Amalitsky lui-même. L'article d'Amalitsky décrit généralement toutes les découvertes fossiles effectuées dans la Dvina septentrionale, et non pas uniquement Inostranzevia, l'article mentionnant que d'autres recherches sur ce gorgonopsien étaient en cours au moment de la publication.
En 1927, un des collègues d'Amalitsky, Pavel Pravoslavlev (ru), rédige deux travaux, dont un ouvrage, qui sont les premières descriptions approfondies des fossiles aujourd'hui attribués à ce taxon. Dans ces travaux, Pravoslavlev change la typographie du nom « Inostranzevia » en « Inostrancevia »,,. Bien que le nom original ait été quelquefois utilisé au sein de la littérature scientifique récente, la nouvelle typographie est depuis entrée dans l'usage universel et doit être maintenu selon la règle de l'article 33.3.1 de la CINZ. Parmi les nombreuses espèces d’Inostrancevia érigées et décrites de sa part, seul I. latifrons s'avère être valide. L'holotype de cette espèce, catalogué PIN 2005/1857, consiste en un grand crâne auquel manque la mâchoire inférieure, découvert dans la même localité que celui des premiers spécimens connus d’I. alexandri. Un autre crâne a également été découvert dans la même localité que l'holotype, tandis qu'un squelette incomplet fut quant à lui découvert dans le village de Zavrazhye (en), situé dans l'oblast de Vladimir,,. L'épithète spécifique latifrons vient du latin latus « large » et frōns « front », en référence à la taille et à la constitution crânienne plus robuste qu’I. alexandri. En 1974, le paléontologue Leonid Petrovitch Tatarinov effectue une large révision des thériodontes connus alors en URSS. Dans son ouvrage, il révise la validité des taxons érigés par Pravoslavlev et décrit une troisième espèce d’Inostrancevia, I. uralensis, sur la base d'une partie de la boîte crânienne. Le spécimen holotype, catalogué PIN 2896/1, consiste en un basioccipital gauche découvert dans la localité de Blumental-3, situé dans l'oblast d'Orenbourg. L'épithète spécifique uralensis fait référence au fleuve Oural, où fut trouvé le spécimen holotype du taxon,,. Cependant, en raison de la faible préservation des fossiles de cette espèce, Tatarinov fait valoir qu'il est possible qu’I. uralensis appartienne à un nouveau genre de grands gorgonopsiens.

### Découvertes africaines
En 2010, le musée national de Bloemfontein envoie une expédition dans la ferme de Nooitgedacht 68, située près de la ville de Bethulie, au sein du bassin du Karoo, en Afrique du Sud. C'est au cours de cette même expédition que Nthaopa Ntheri découvre un squelette partiel d'un grand gorgonopsien qui inclut un crâne presque complet, catalogué NMQR 4000. Au cours d'une seconde expédition lancée l'année suivante, John Nyaphuli (en) découvre un autre squelette partiel similaire à celui du spécimen découvert précédemment, catalogué NMQR 3707. L'existence de ces deux spécimens est mentionnée dès 2014 dans le chapitre d'un ouvrage répertoriant les découvertes effectuées à Nooitgedacht, mais ce n'est qu'en 2023 que Christian F. Kammerer et ses collègues effectuent la première description officielle concernant ces derniers. Leurs descriptions confirment à leur grande surprise que ces spécimens appartiennent à Inostrancevia, une grande première étant donné que le genre ne fut historiquement signalé qu'en Russie. Les spécimens possédant néanmoins quelques différences permettant de les distinguer des lignées russes, ils sont alors classés dans l'espèce nouvellement érigée I. africana, le spécimen NMQR 4000 étant désigné holotype, tandis que NMQR 3707 est léguée en tant que paratype. L'épithète spécifique, signifiant « Afrique » en latin, fait référence à la première présence avérée du genre au sein de ce continent. Néanmoins, l'article décrivant officiellement cet animal se porte principalement sur l'importance stratigraphique des découvertes et n'est qu'une brève introduction à l'anatomie du nouveau matériel fossile, étant le sujet pour une future étude. En 2018, des travaux de terrains menées dans le fossé de Metangula, en Mozambique, découvrent un crâne partiel provenant d'un imposant gorgonopsien qui est par la suite catalogué PPM2018-7Z. Dans un article publiée en 2025, ce spécimen est identifié comme provenant d'un I. africana sur la base des diagnostics fournis par Kammerer et ses collègues deux ans plus tôt. Plus tôt, en juin 2007, une équipe de paléontologues découvrit un prémaxillaire gauche isolé, catalogué NMT RB380, dans le bassin de Ruhuhu, au sud de la Tanzanie. L'os fossile est par la suite scanné et identifié comme provenant d'une espèce non précisée d’Inostrancevia au sein d'une étude rédigée par Anna J. Brant et Christian A. Sidor (en), publiée en 2024.

### Synonymes et espèces anciennement attribuées
Dans ses deux travaux publiés en 1927, Pravoslavlev nomme également plusieurs taxons de gorgonopsiens supplémentaires,,. Dans leur large révision de la classification des thérapsides publiée en 1956, David Watson et Alfred Romer reconnaissent sans argumentation la quasi-totalité des taxons érigés par Pravoslavlev comme valides, mais leurs avis ne furent jamais suivis dans les travaux ultérieurs,,. En plus d’I. latifrons, Pravoslavlev nomme et décrit deux espèces supplémentaires du genre Inostrancevia : I. parva et I. proclivis. En 1940, le paléontologue russe Ivan Efremov émet des doutes sur cette classification, et considère que le spécimen holotype d’I. parva doit être vu comme un juvénile du genre et non comme le représentant d'une espèce distincte,. C'est en 1953 que Boris Pavlovitch Vjuschkov effectue une première révision concernant les espèces d’Inostrancevia. Pour I. parva, il le déplace dans un nouveau genre, qu'il nomme Pravoslavlevia, en honneur à l'auteur original ayant nommé l'espèce. Bien qu'étant un genre distinct et valide, il s'avère que Pravoslavlevia est un taxon étroitement apparenté,,. Toujours dans son article, il considère qu’I. proclivis n'est en fait qu'un synonyme junior d’I. alexandri, mais reste ouvert à la question de l'existence de cette espèce, arguant de son opinion avec la conservation insuffisante des spécimens types. Ce taxon est définitivement jugé comme étant conspécifique à I. alexandri depuis la révision du genre menée par Tatarinov en 1974.
Dans les premiers travaux publiés plus tôt la même année, Pravoslavlev érige un autre genre de gorgonopsiens, Amalitzkia, avec comme espèce type A. annae. Dans son ouvrage plus large publié ultérieurement, il érige une seconde espèce sous le nom d’A. wladimiri. Le genre ainsi que les deux espèces sont nommés en honneur au couple de paléontologues ayant effectué les travaux sur les premiers spécimens connus d’I. alexandri,. En 1953, Vjuschkov découvre que le genre Amalitzkia n'est qu'un synonyme junior d’Inostrancevia, renommant A. wladimiri en I. wladimiri, avant que ce dernier ne soit lui-même reconnu en tant que synonyme junior d’I. latifrons par des publications ultérieures,. Pour une raison peu claire, Vjuschkov désigne A. annae comme un nomen nudum, alors que sa description est tout à fait viable. Tout comme A. wladimiri, A. annae sera mis en synonymie avec I. latifrons par Tatarinov en 1974. La plupart des espèces d’Inostrancevia nommés par Pravoslavlev correspondent à des spécimens représentants différents étapes de croissance au sein du genre, tandis que ceux précédemment attribués à Amalitzkia peuvent même représenter de vieux individus mâles en raison de leur os plus massifs originaire d'un possible dimorphisme sexuel.
En 2003, Mikhaïl F. Ivakhnenko érige un nouveau genre de gorgonopsien russe sous le nom de Leogorgon klimovensis sur la base d'une boîte crânienne partielle et d'une grande canine référée, toutes deux découvertes dans la localité de Klimovo-1, situé dans l'oblast de Vologda. Dans sa description officielle, Ivakhnenko classe ce taxon dans la sous-famille des Rubidgeinae, dont les fossiles sont exclusivement connus dans l'actuelle Afrique. Cela en ferait donc de Leogorgon le premier représentant connu de ce groupe à avoir vécu hors de ce continent. Cependant, en 2008, Ivakhnenko note qu'en raison de son anatomie très mal connue, Leogorgon pourrait être un parent des phtinosuchidés (en) plutôt que d'être un représentant russe des rubidgeinés. En 2016, Kammerer rejette formellement les classifications d'Ivakhnenko, car le fossile de la boite crânienne holotype de Leogorgon proviendrait vraisemblablement d'un dicynodonte, tandis que la canine attribuée est indistinguable de celle d’Inostrancevia. Depuis, Leogorgon est reconnu comme un nomen dubium dont une partie des fossiles proviendrait vraisemblablement d’Inostrancevia.
D'autres espèces appartenant à des genres, voire à des lignées distinctes, furent parfois classées par inadvertance dans le genre Inostrancevia. Par exemple, en 1940, Efremov classe un gorgonopsien au statut à l'époque problématique sous le nom d’I. progressus. Cependant, en 1955, Alexeï Bystrov déplace cette espèce dans le genre distinct Sauroctonus,,,. Un grand os maxillaire découvert dans l'oblast de Vladimir durant les années 1950 fut également attribué à Inostrancevia, mais le fossile sera réattribué à un grand thérocéphale en 1997, et plus tard désigné comme l'holotype du genre Megawhaitsia en 2008.

## Description

### Description générale et taille

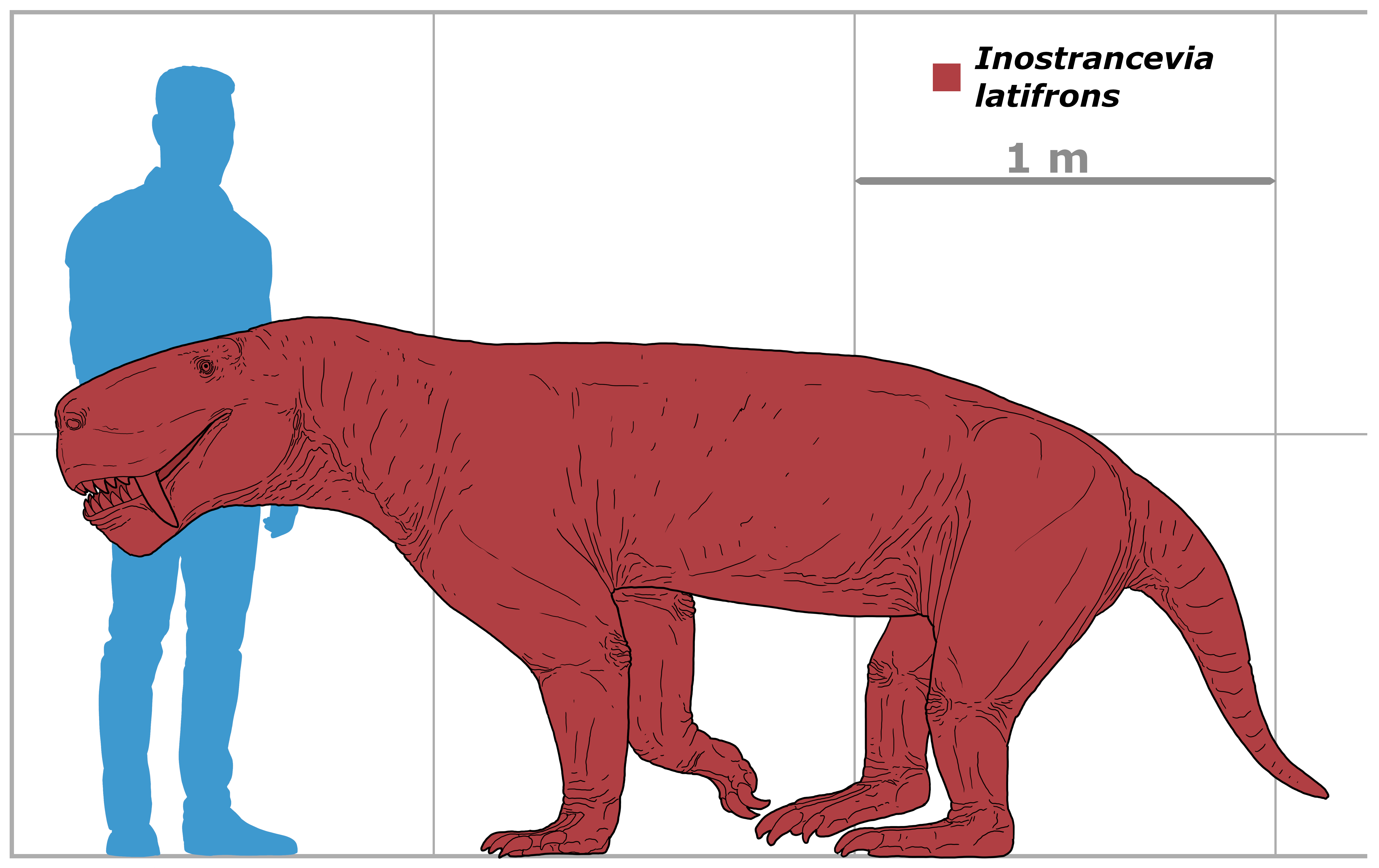
Tableau à l'échelle montrant la taille d’I. latifrons comparé à un homme de 1,85 m.

Inostrancevia est un gorgonopsien à la morphologie assez robuste. Dans un ouvrage publié en 2013, le paléoartiste espagnol Mauricio Antón le décrit comme une « version élargie » de Lycaenops. Les nombreuses descriptions apportées à ce taxon font de lui l'un des animaux les plus emblématiques du Permien, notamment en raison de sa grande taille parmi les gorgonopsiens, qui rivalise cependant avec le sud-africain Rubidgea, ce dernier ayant une taille a peu près similaire. Les gorgonopsiens possèdent des squelettes robustes disposant des membres longs, avec une position quelque peu semblable à celle d'un chien, mais avec des coudes tournés vers l'extérieur. Il existe peu d'éléments pour juger si les thérapsides non mammaliaformes tels que les gorgonopsiens étaient couverts de poils ou non.
Les spécimens PIN 2005/1578 et PIN 1758, appartenant à I. alexandri, figurent parmi les plus grands et les plus complets des fossiles de gorgonopsiens identifiés à ce jour. Les deux spécimens mesurent environ 3 m de long, les crânes mesurant à eux seuls plus de 50 cm. Cependant, I. latifrons, bien que connu à partir de fossiles moins complets, est estimé avoir eu une taille plus imposante, le crâne mesurant 60 cm de long, indiquant qu'il aurait mesuré 3,5 m pour un poids de 300 kg. La taille d’I. uralensis est inconnue en raison des fossiles très incomplets, mais il semble être plus petit qu’I. latifrons. Les deux spécimens connus d’I. africana figurent parmi les plus grands gorgonopsiens à avoir été découverts en Afrique, le crâne de l'holotype mesurant 44,2 cm tandis que celui du paratype atteint 48,1 cm. Ces proportions ne sont égalées uniquement que par les plus grands spécimens connus de Rubidgea. Sur la base de comparaisons menées avec divers autres gorgonopsiens, le spécimen tanzanien d’Inostrancevia aurait eu un crâne ayant une longueur estimée entre 38,5 et 69 cm. Néanmoins, les auteurs mentionnent qu'il est difficile de savoir si le spécimen aurait été de mensurations semblables à ceux des espèces reconnues.

### Crâne

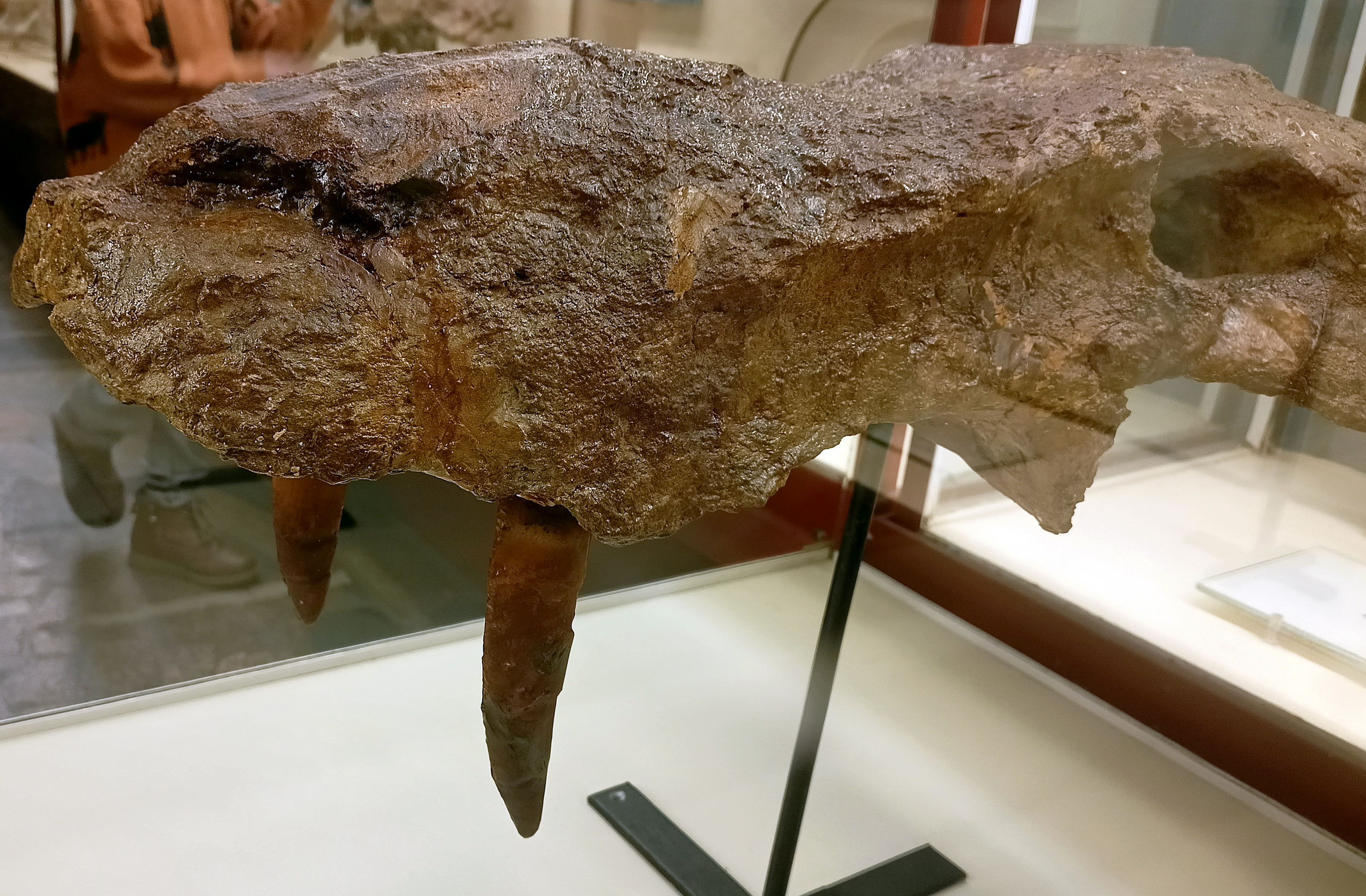
Crâne attribué à I. alexandri.

La forme globale du crâne d’Inostrancevia est typiquement semblable à ceux des autres gorgonopsiens, à savoir long et étroit. Il possède un crâne élargi en arrière, un museau relevé et allongé, des orbites relativement petites et des arcs crâniens minces,,,. Le foramen pinéal est situé près du bord postérieur des pariétaux et repose sur une forte projection au milieu d'un creux allongé comme impression. La suture sagittale est renforcée par des courbures complexes. La surface ventrale des os palatins est complètement lisse, manquant de trace de dents palatines ou de tubercules,. Tout comme Viatkogorgon, la marge supérieure du carré est épaissie. Les os dentaires semblent présenter un « menton » bien visible. Les quatre espèces reconnues se distinguent par des caractéristiques propres à chacun. I. alexandri se démarque de par son occiput relativement étroit, ses fosses temporales de forme ovale qui sont larges et arrondies ainsi que les brides transversales du ptérygoïde possédant des dents. I. latifrons se distingue par son museau comparativement plus bas et plus large que celui d’I. alexandri, sa région pariétale plus grande, moins de dents ainsi que des tubérosités palatines moins développées. L'unique trait distinct d’I. uralensis est sa fosse temporale ovale qui est en forme de fente allongée en vue transversale. I. africana est caractérisé par la forte constriction du jugal sous l'orbite, un museau proportionnellement plus long, le foramen pinéal situé dans une profonde dépression pariétale, ainsi qu'un os dentaire bien plus relevé et massif,.

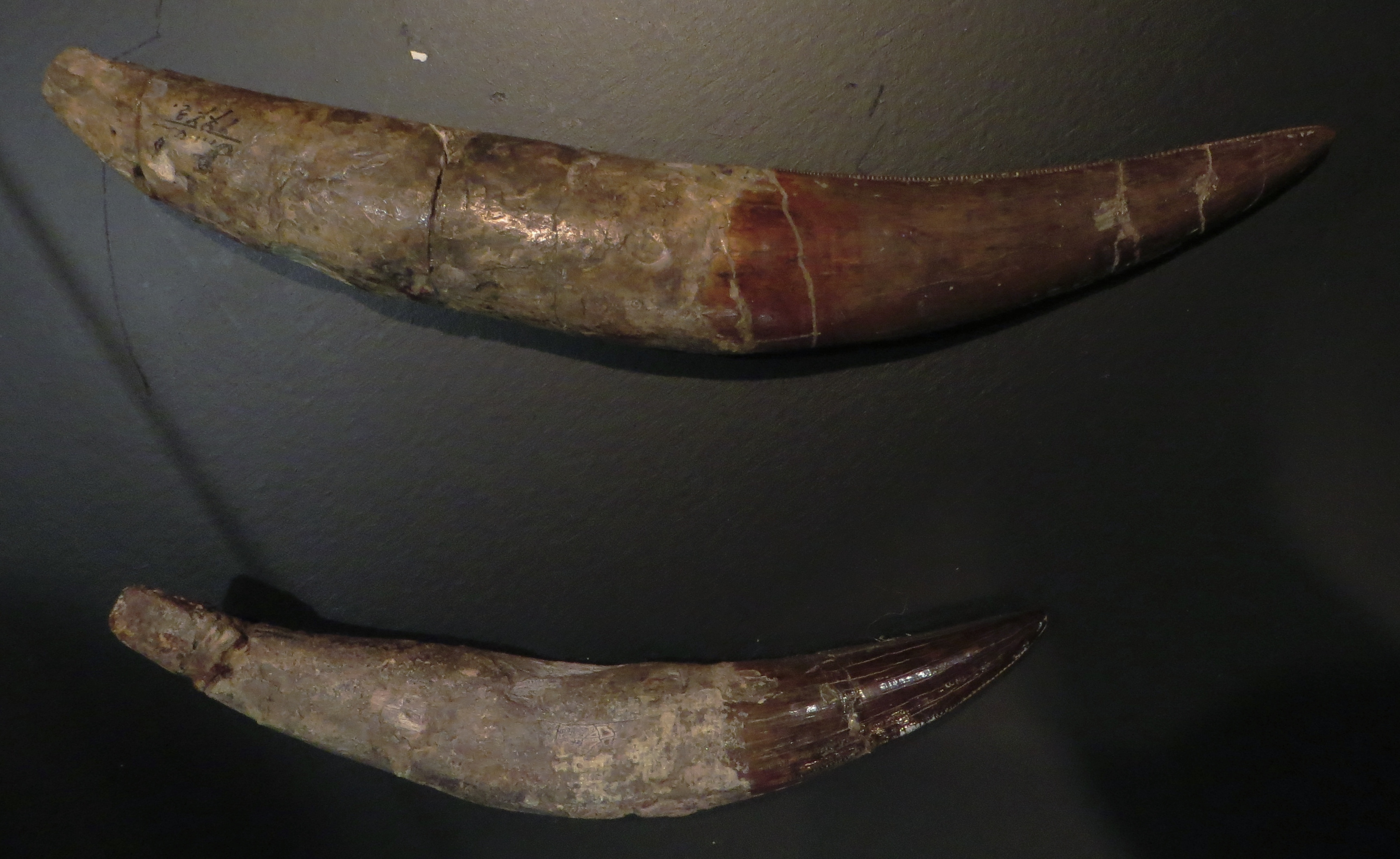
Canine d’I. alexandri (en haut).

Les mâchoires d’Inostrancevia sont puissamment développées, équipées de dents capables de retenir et de déchirer la peau des proies. Les dents sont d'ailleurs dépourvues de cuspides et se distinguent en trois types : les incisives, les canines et les postcanines. Toutes les dents sont plus ou moins compressées latéralement et ont des bords avant et arrière finement dentelés. Lorsque la bouche est fermée, les canines supérieures se mettent en position sur les côtés de la mandibule, atteignant son bord inférieur. Les canines d’Inostrancevia mesurant entre 12 et 15 cm, elles figurent parmi les plus grandes identifiées au sein des thérapsides pré-mammaliens, seul l'anomodonte Tiarajudens ayant des canines de taille similaire. Dans sa description de 1927, Pravoslavlev qualifie la dentition d’Inostrancevia comme lui rappelant celle du félin à dents de sabre Machairodus. Dans les mâchoires supérieure et inférieure, ces canines sont de tailles à peu près égales et sont légèrement incurvées. Les incisives s'avèrent être très robustes. Trait unique chez les gorgonopsiens, Inostrancevia ne possède que quatre incisives sur les prémaxillaires,,, contrairement aux autres représentants du groupe qui en ont généralement cinq. Les dents postcanines sont présentes sur la mâchoire supérieure, sur ses bords alvéolaires légèrement tournées vers le haut. En revanche, elles sont totalement absentes de la mâchoire inférieure. De nombreux spécimens présentent des preuves que du remplacement dentaire aurait eu lieu par les dents jeunes, se développant à la racine des anciennes et les supplantant progressivement,. La capsule des canines est très large, contenant jusqu'à trois capsules de canines de remplacement à différents stades de développement.

### Squelette postcrânien
Bien que l'anatomie postcrânienne d’Inostrancevia fut premièrement décrite en détail en 1927 par Pravoslavlev, les nouvelles découvertes et descriptions anatomiques de ce taxon ont conduit à ce que des auteurs suggèrent de nouvelles révisions afin d'élargir la compréhension squelettique de l'animal,,. Le squelette d’Inostrancevia est en général de constitution très robuste, principalement au niveau des membres. Les phalanges unguéales ont une forme triangulaire aigüe,. Inostrancevia possède le squelette postcrânien le plus autapomorphe identifié chez un gorgonopsien. L'omoplate de ce dernier est indubitable, ayant une lame élargie en forme de plaque contrairement à celle de tout autre gorgonopsien connu, son anatomie zeugopodiale étant également inhabituelle, avec des rayures et des tibias épaissis, en particulier au niveau de leurs marges articulaires. La lame scapulaire d’Inostrancevia étant extrêmement élargie,, sa morphologie sera très probablement sujet à une future étude concernant sa fonction paléobiologique.

## Classification et évolution

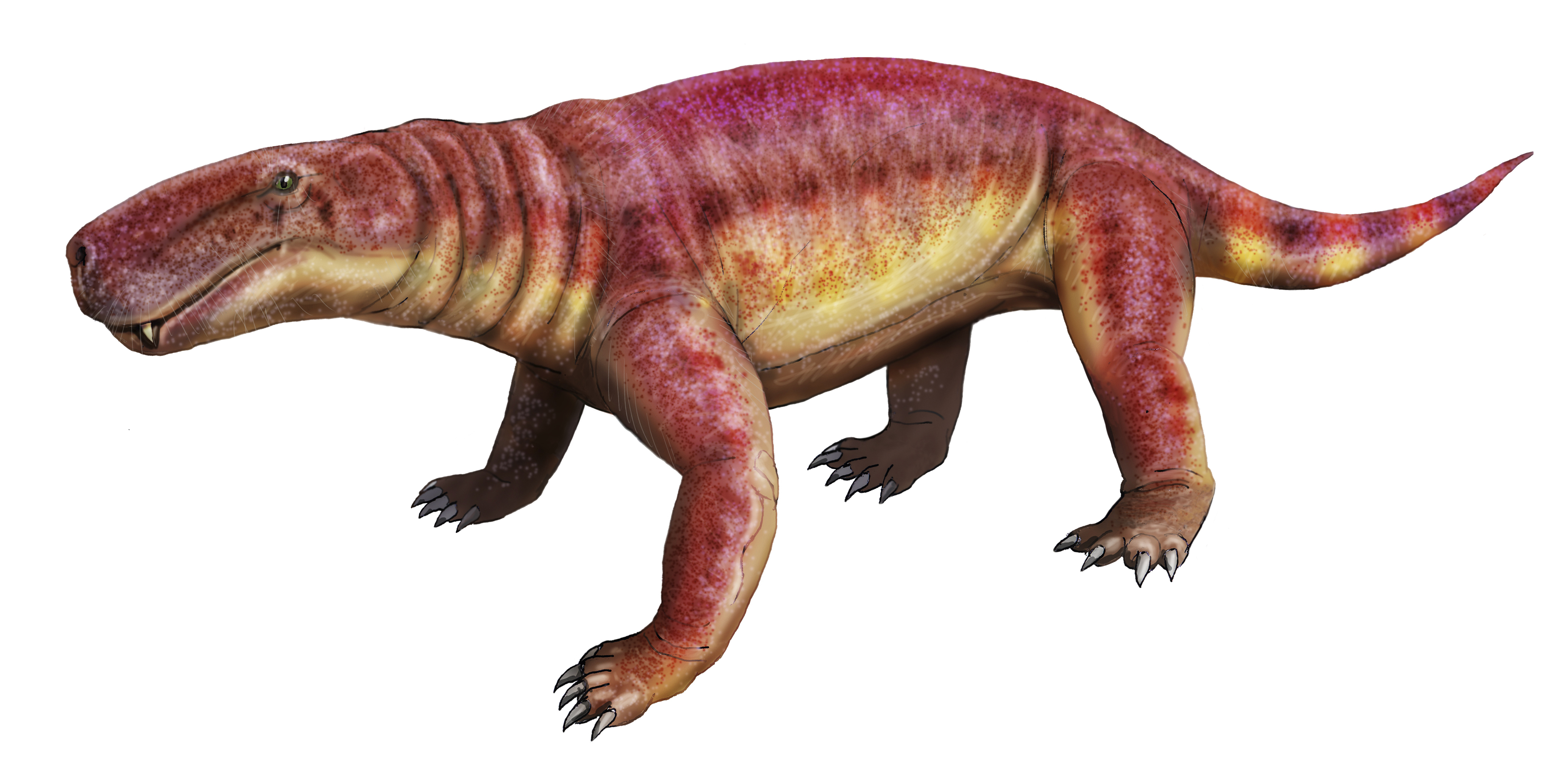
Reconstitution par Dimitri Bogdanov d’I. africana.

Dès sa description originale publiée en 1922, Inostrancevia est classé dans la famille des Gorgonopsidae après des comparaisons anatomiques faites avec le genre type Gorgonops,. Cette classification d’Inostrancevia est maintenue comme telle jusqu'en 1948, lorsque von Huene érige une famille distincte des gorgonopsiens, Inostranceviidae, afin d'inclure Inostrancevia L'avis d'Huene fut généralement partagé dans diverses études publiées ultérieurement au cours du XXe siècle et même au XXIe siècle, avec néanmoins quelques classifications alternatives,,. En 1974, Tatarinov classe Pravoslavlevia en tant que taxon frère d’Inostrancevia au sein de cette famille. En 1989, la paléontologue française Denise Sigogneau-Russell propose une classification similaire, mais réunifiant les deux genres en tant que sous-famille, renommée Inostranceviinae et classée dans la famille des Gorgonopsidae. En 2002, dans sa révision des gorgonopsiens russes, Ivakhnenko rétablit la famille des Inostranceviidae et classe le taxon en tant qu'une des lignées de la super-famille des « Rubidgeoidea », placé aux côtés des Rubidgeidae et des Phtinosuchidae (en). Un an plus tard, en 2003, il reclasse Inostrancevia dans la famille des Inostranceviidae, mais le classant seul, faisant de ce dernier un taxon monotypique.
Dans une thèse rédigée en 2007, la paléontologue allemande Eva V. I. Gebauer effectue la toute première analyse phylogénétique sur les gorgonopsiens. À la suite des observations effectuées sur les os occipitaux et les canines, Gebauer déplace Inostrancevia en tant que taxon frère des Rubidgeinae, un lignée constituée de robustes gorgonopsiens africains. En 2016, Kammerer, dans sa révision des Rubidgeinae, considère la classification de Gebauer comme « insatisfaisante », citant que bon nombre des caractères utilisés par son analyse sont basés sur des proportions de crâne qui sont variables au sein des taxons, à la fois individuellement et ontogénétiquement (c'est-à-dire des traits changeant au cours de la croissance). En 2018, dans leur étude décrivant Nochnitsa et redécrivant de crâne de Viatkogorgon, Kammerer et son collègue russe Vladimir Masyutin proposent que tous les taxons d'origine russe et africaine soient séparés en deux clades distincts. Pour les genres russes (à l'exception des taxons basaux), cette relation s'appuie sur des traits crâniens notables tels que le contact étroit entre ptérygoïde et le vomer. La classification proposée par Kammerer et Masyutin servit de base pour toutes les études phylogénétiques ultérieures menées sur les gorgonopsiens,,. En se servant de ce modèle, l'étude de 2023 menée par Kammerer et ses collègues décrivant I. africana le récupère en tant que taxon frère d’I. alexandri au sein du clade d'origine russe. Au niveau générique, comme pour les classifications précédentes, Pravoslavlevia est toujours considéré comme le taxon frère d’Inostrancevia,,,. Ci-dessous, le cladogramme du taxon Gorgonopsia selon Kammerer & Rubidge (2022), qui suit en grande partie les cladogrammes précédemment établis depuis 2018, :
|  | Sauroctonus                                                      |
|  |                                                                  |
|  | \| \| Pravoslavlevia \| \| \| \| \| \| Inostrancevia \| \| \| \| |
|  |                                                                  |
|  | Pravoslavlevia                                                   |
|  |                                                                  |
|  | Inostrancevia                                                    |
|  |                                                                  |

|  | Pravoslavlevia |
|  |                |
|  | Inostrancevia  |
|  |                |

|  | Sauroctonus                                                      |
|  |                                                                  |
|  | \| \| Pravoslavlevia \| \| \| \| \| \| Inostrancevia \| \| \| \| |
|  |                                                                  |
|  | Pravoslavlevia                                                   |
|  |                                                                  |
|  | Inostrancevia                                                    |
|  |                                                                  |

|  | Pravoslavlevia |
|  |                |
|  | Inostrancevia  |
|  |                |

|  | Smilesaurus |
|  |             |
|  | Arctops     |
|  |             |

|  | Arctognathus |
|  |              |
|  | Rubidgeinae  |
|  |              |

|  | Smilesaurus |
|  |             |
|  | Arctops     |
|  |             |

|  | Arctognathus |
|  |              |
|  | Rubidgeinae  |
|  |              |

|  | Smilesaurus |
|  |             |
|  | Arctops     |
|  |             |

|  | Arctognathus |
|  |              |
|  | Rubidgeinae  |
|  |              |

|  | Smilesaurus |
|  |             |
|  | Arctops     |
|  |             |

|  | Arctognathus |
|  |              |
|  | Rubidgeinae  |
|  |              |

|  | Smilesaurus |
|  |             |
|  | Arctops     |
|  |             |

|  | Arctognathus |
|  |              |
|  | Rubidgeinae  |
|  |              |

|  | Smilesaurus |
|  |             |
|  | Arctops     |
|  |             |

|  | Arctognathus |
|  |              |
|  | Rubidgeinae  |
|  |              |

|  | Smilesaurus |
|  |             |
|  | Arctops     |
|  |             |

|  | Arctognathus |
|  |              |
|  | Rubidgeinae  |
|  |              |

|  | Smilesaurus |
|  |             |
|  | Arctops     |
|  |             |

|  | Arctognathus |
|  |              |
|  | Rubidgeinae  |
|  |              |

|  | Sauroctonus                                                      |
|  |                                                                  |
|  | \| \| Pravoslavlevia \| \| \| \| \| \| Inostrancevia \| \| \| \| |
|  |                                                                  |
|  | Pravoslavlevia                                                   |
|  |                                                                  |
|  | Inostrancevia                                                    |
|  |                                                                  |

|  | Pravoslavlevia |
|  |                |
|  | Inostrancevia  |
|  |                |

|  | Sauroctonus                                                      |
|  |                                                                  |
|  | \| \| Pravoslavlevia \| \| \| \| \| \| Inostrancevia \| \| \| \| |
|  |                                                                  |
|  | Pravoslavlevia                                                   |
|  |                                                                  |
|  | Inostrancevia                                                    |
|  |                                                                  |

|  | Pravoslavlevia |
|  |                |
|  | Inostrancevia  |
|  |                |

|  | Smilesaurus |
|  |             |
|  | Arctops     |
|  |             |

|  | Arctognathus |
|  |              |
|  | Rubidgeinae  |
|  |              |

|  | Smilesaurus |
|  |             |
|  | Arctops     |
|  |             |

|  | Arctognathus |
|  |              |
|  | Rubidgeinae  |
|  |              |

|  | Smilesaurus |
|  |             |
|  | Arctops     |
|  |             |

|  | Arctognathus |
|  |              |
|  | Rubidgeinae  |
|  |              |

|  | Smilesaurus |
|  |             |
|  | Arctops     |
|  |             |

|  | Arctognathus |
|  |              |
|  | Rubidgeinae  |
|  |              |

|  | Smilesaurus |
|  |             |
|  | Arctops     |
|  |             |

|  | Arctognathus |
|  |              |
|  | Rubidgeinae  |
|  |              |

|  | Smilesaurus |
|  |             |
|  | Arctops     |
|  |             |

|  | Arctognathus |
|  |              |
|  | Rubidgeinae  |
|  |              |

|  | Smilesaurus |
|  |             |
|  | Arctops     |
|  |             |

|  | Arctognathus |
|  |              |
|  | Rubidgeinae  |
|  |              |

|  | Smilesaurus |
|  |             |
|  | Arctops     |
|  |             |

|  | Arctognathus |
|  |              |
|  | Rubidgeinae  |
|  |              |

|  | Sauroctonus                                                      |
|  |                                                                  |
|  | \| \| Pravoslavlevia \| \| \| \| \| \| Inostrancevia \| \| \| \| |
|  |                                                                  |
|  | Pravoslavlevia                                                   |
|  |                                                                  |
|  | Inostrancevia                                                    |
|  |                                                                  |

|  | Pravoslavlevia |
|  |                |
|  | Inostrancevia  |
|  |                |

|  | Sauroctonus                                                      |
|  |                                                                  |
|  | \| \| Pravoslavlevia \| \| \| \| \| \| Inostrancevia \| \| \| \| |
|  |                                                                  |
|  | Pravoslavlevia                                                   |
|  |                                                                  |
|  | Inostrancevia                                                    |
|  |                                                                  |

|  | Pravoslavlevia |
|  |                |
|  | Inostrancevia  |
|  |                |

|  | Smilesaurus |
|  |             |
|  | Arctops     |
|  |             |

|  | Arctognathus |
|  |              |
|  | Rubidgeinae  |
|  |              |

|  | Smilesaurus |
|  |             |
|  | Arctops     |
|  |             |

|  | Arctognathus |
|  |              |
|  | Rubidgeinae  |
|  |              |

|  | Smilesaurus |
|  |             |
|  | Arctops     |
|  |             |

|  | Arctognathus |
|  |              |
|  | Rubidgeinae  |
|  |              |

|  | Smilesaurus |
|  |             |
|  | Arctops     |
|  |             |

|  | Arctognathus |
|  |              |
|  | Rubidgeinae  |
|  |              |

|  | Smilesaurus |
|  |             |
|  | Arctops     |
|  |             |

|  | Arctognathus |
|  |              |
|  | Rubidgeinae  |
|  |              |

|  | Smilesaurus |
|  |             |
|  | Arctops     |
|  |             |

|  | Arctognathus |
|  |              |
|  | Rubidgeinae  |
|  |              |

|  | Smilesaurus |
|  |             |
|  | Arctops     |
|  |             |

|  | Arctognathus |
|  |              |
|  | Rubidgeinae  |
|  |              |

|  | Smilesaurus |
|  |             |
|  | Arctops     |
|  |             |

|  | Arctognathus |
|  |              |
|  | Rubidgeinae  |
|  |              |

|  | Sauroctonus                                                      |
|  |                                                                  |
|  | \| \| Pravoslavlevia \| \| \| \| \| \| Inostrancevia \| \| \| \| |
|  |                                                                  |
|  | Pravoslavlevia                                                   |
|  |                                                                  |
|  | Inostrancevia                                                    |
|  |                                                                  |

|  | Pravoslavlevia |
|  |                |
|  | Inostrancevia  |
|  |                |

|  | Sauroctonus                                                      |
|  |                                                                  |
|  | \| \| Pravoslavlevia \| \| \| \| \| \| Inostrancevia \| \| \| \| |
|  |                                                                  |
|  | Pravoslavlevia                                                   |
|  |                                                                  |
|  | Inostrancevia                                                    |
|  |                                                                  |

|  | Pravoslavlevia |
|  |                |
|  | Inostrancevia  |
|  |                |

|  | Smilesaurus |
|  |             |
|  | Arctops     |
|  |             |

|  | Arctognathus |
|  |              |
|  | Rubidgeinae  |
|  |              |

|  | Smilesaurus |
|  |             |
|  | Arctops     |
|  |             |

|  | Arctognathus |
|  |              |
|  | Rubidgeinae  |
|  |              |

|  | Smilesaurus |
|  |             |
|  | Arctops     |
|  |             |

|  | Arctognathus |
|  |              |
|  | Rubidgeinae  |
|  |              |

|  | Smilesaurus |
|  |             |
|  | Arctops     |
|  |             |

|  | Arctognathus |
|  |              |
|  | Rubidgeinae  |
|  |              |

|  | Smilesaurus |
|  |             |
|  | Arctops     |
|  |             |

|  | Arctognathus |
|  |              |
|  | Rubidgeinae  |
|  |              |

|  | Smilesaurus |
|  |             |
|  | Arctops     |
|  |             |

|  | Arctognathus |
|  |              |
|  | Rubidgeinae  |
|  |              |

|  | Smilesaurus |
|  |             |
|  | Arctops     |
|  |             |

|  | Arctognathus |
|  |              |
|  | Rubidgeinae  |
|  |              |

|  | Smilesaurus |
|  |             |
|  | Arctops     |
|  |             |

|  | Arctognathus |
|  |              |
|  | Rubidgeinae  |
|  |              |

|  | Sauroctonus                                                      |
|  |                                                                  |
|  | \| \| Pravoslavlevia \| \| \| \| \| \| Inostrancevia \| \| \| \| |
|  |                                                                  |
|  | Pravoslavlevia                                                   |
|  |                                                                  |
|  | Inostrancevia                                                    |
|  |                                                                  |

|  | Pravoslavlevia |
|  |                |
|  | Inostrancevia  |
|  |                |

|  | Sauroctonus                                                      |
|  |                                                                  |
|  | \| \| Pravoslavlevia \| \| \| \| \| \| Inostrancevia \| \| \| \| |
|  |                                                                  |
|  | Pravoslavlevia                                                   |
|  |                                                                  |
|  | Inostrancevia                                                    |
|  |                                                                  |

|  | Pravoslavlevia |
|  |                |
|  | Inostrancevia  |
|  |                |

|  | Smilesaurus |
|  |             |
|  | Arctops     |
|  |             |

|  | Arctognathus |
|  |              |
|  | Rubidgeinae  |
|  |              |

|  | Smilesaurus |
|  |             |
|  | Arctops     |
|  |             |

|  | Arctognathus |
|  |              |
|  | Rubidgeinae  |
|  |              |

|  | Smilesaurus |
|  |             |
|  | Arctops     |
|  |             |

|  | Arctognathus |
|  |              |
|  | Rubidgeinae  |
|  |              |

|  | Smilesaurus |
|  |             |
|  | Arctops     |
|  |             |

|  | Arctognathus |
|  |              |
|  | Rubidgeinae  |
|  |              |

|  | Smilesaurus |
|  |             |
|  | Arctops     |
|  |             |

|  | Arctognathus |
|  |              |
|  | Rubidgeinae  |
|  |              |

|  | Smilesaurus |
|  |             |
|  | Arctops     |
|  |             |

|  | Arctognathus |
|  |              |
|  | Rubidgeinae  |
|  |              |

|  | Smilesaurus |
|  |             |
|  | Arctops     |
|  |             |

|  | Arctognathus |
|  |              |
|  | Rubidgeinae  |
|  |              |

|  | Smilesaurus |
|  |             |
|  | Arctops     |
|  |             |

|  | Arctognathus |
|  |              |
|  | Rubidgeinae  |
|  |              |

|  | Sauroctonus                                                      |
|  |                                                                  |
|  | \| \| Pravoslavlevia \| \| \| \| \| \| Inostrancevia \| \| \| \| |
|  |                                                                  |
|  | Pravoslavlevia                                                   |
|  |                                                                  |
|  | Inostrancevia                                                    |
|  |                                                                  |

|  | Pravoslavlevia |
|  |                |
|  | Inostrancevia  |
|  |                |

|  | Sauroctonus                                                      |
|  |                                                                  |
|  | \| \| Pravoslavlevia \| \| \| \| \| \| Inostrancevia \| \| \| \| |
|  |                                                                  |
|  | Pravoslavlevia                                                   |
|  |                                                                  |
|  | Inostrancevia                                                    |
|  |                                                                  |

|  | Pravoslavlevia |
|  |                |
|  | Inostrancevia  |
|  |                |

|  | Smilesaurus |
|  |             |
|  | Arctops     |
|  |             |

|  | Arctognathus |
|  |              |
|  | Rubidgeinae  |
|  |              |

|  | Smilesaurus |
|  |             |
|  | Arctops     |
|  |             |

|  | Arctognathus |
|  |              |
|  | Rubidgeinae  |
|  |              |

|  | Smilesaurus |
|  |             |
|  | Arctops     |
|  |             |

|  | Arctognathus |
|  |              |
|  | Rubidgeinae  |
|  |              |

|  | Smilesaurus |
|  |             |
|  | Arctops     |
|  |             |

|  | Arctognathus |
|  |              |
|  | Rubidgeinae  |
|  |              |

|  | Smilesaurus |
|  |             |
|  | Arctops     |
|  |             |

|  | Arctognathus |
|  |              |
|  | Rubidgeinae  |
|  |              |

|  | Smilesaurus |
|  |             |
|  | Arctops     |
|  |             |

|  | Arctognathus |
|  |              |
|  | Rubidgeinae  |
|  |              |

|  | Smilesaurus |
|  |             |
|  | Arctops     |
|  |             |

|  | Arctognathus |
|  |              |
|  | Rubidgeinae  |
|  |              |

|  | Smilesaurus |
|  |             |
|  | Arctops     |
|  |             |

|  | Arctognathus |
|  |              |
|  | Rubidgeinae  |
|  |              |

|  | Sauroctonus                                                      |
|  |                                                                  |
|  | \| \| Pravoslavlevia \| \| \| \| \| \| Inostrancevia \| \| \| \| |
|  |                                                                  |
|  | Pravoslavlevia                                                   |
|  |                                                                  |
|  | Inostrancevia                                                    |
|  |                                                                  |

|  | Pravoslavlevia |
|  |                |
|  | Inostrancevia  |
|  |                |

|  | Sauroctonus                                                      |
|  |                                                                  |
|  | \| \| Pravoslavlevia \| \| \| \| \| \| Inostrancevia \| \| \| \| |
|  |                                                                  |
|  | Pravoslavlevia                                                   |
|  |                                                                  |
|  | Inostrancevia                                                    |
|  |                                                                  |

|  | Pravoslavlevia |
|  |                |
|  | Inostrancevia  |
|  |                |

|  | Smilesaurus |
|  |             |
|  | Arctops     |
|  |             |

|  | Arctognathus |
|  |              |
|  | Rubidgeinae  |
|  |              |

|  | Smilesaurus |
|  |             |
|  | Arctops     |
|  |             |

|  | Arctognathus |
|  |              |
|  | Rubidgeinae  |
|  |              |

|  | Smilesaurus |
|  |             |
|  | Arctops     |
|  |             |

|  | Arctognathus |
|  |              |
|  | Rubidgeinae  |
|  |              |

|  | Smilesaurus |
|  |             |
|  | Arctops     |
|  |             |

|  | Arctognathus |
|  |              |
|  | Rubidgeinae  |
|  |              |

|  | Smilesaurus |
|  |             |
|  | Arctops     |
|  |             |

|  | Arctognathus |
|  |              |
|  | Rubidgeinae  |
|  |              |

|  | Smilesaurus |
|  |             |
|  | Arctops     |
|  |             |

|  | Arctognathus |
|  |              |
|  | Rubidgeinae  |
|  |              |

|  | Smilesaurus |
|  |             |
|  | Arctops     |
|  |             |

|  | Arctognathus |
|  |              |
|  | Rubidgeinae  |
|  |              |

|  | Smilesaurus |
|  |             |
|  | Arctops     |
|  |             |

|  | Arctognathus |
|  |              |
|  | Rubidgeinae  |
|  |              |

|  | Sauroctonus                                                      |
|  |                                                                  |
|  | \| \| Pravoslavlevia \| \| \| \| \| \| Inostrancevia \| \| \| \| |
|  |                                                                  |
|  | Pravoslavlevia                                                   |
|  |                                                                  |
|  | Inostrancevia                                                    |
|  |                                                                  |

|  | Pravoslavlevia |
|  |                |
|  | Inostrancevia  |
|  |                |

|  | Sauroctonus                                                      |
|  |                                                                  |
|  | \| \| Pravoslavlevia \| \| \| \| \| \| Inostrancevia \| \| \| \| |
|  |                                                                  |
|  | Pravoslavlevia                                                   |
|  |                                                                  |
|  | Inostrancevia                                                    |
|  |                                                                  |

|  | Pravoslavlevia |
|  |                |
|  | Inostrancevia  |
|  |                |

|  | Smilesaurus |
|  |             |
|  | Arctops     |
|  |             |

|  | Arctognathus |
|  |              |
|  | Rubidgeinae  |
|  |              |

|  | Smilesaurus |
|  |             |
|  | Arctops     |
|  |             |

|  | Arctognathus |
|  |              |
|  | Rubidgeinae  |
|  |              |

|  | Smilesaurus |
|  |             |
|  | Arctops     |
|  |             |

|  | Arctognathus |
|  |              |
|  | Rubidgeinae  |
|  |              |

|  | Smilesaurus |
|  |             |
|  | Arctops     |
|  |             |

|  | Arctognathus |
|  |              |
|  | Rubidgeinae  |
|  |              |

|  | Smilesaurus |
|  |             |
|  | Arctops     |
|  |             |

|  | Arctognathus |
|  |              |
|  | Rubidgeinae  |
|  |              |

|  | Smilesaurus |
|  |             |
|  | Arctops     |
|  |             |

|  | Arctognathus |
|  |              |
|  | Rubidgeinae  |
|  |              |

|  | Smilesaurus |
|  |             |
|  | Arctops     |
|  |             |

|  | Arctognathus |
|  |              |
|  | Rubidgeinae  |
|  |              |

|  | Smilesaurus |
|  |             |
|  | Arctops     |
|  |             |

|  | Arctognathus |
|  |              |
|  | Rubidgeinae  |
|  |              |

Les gorgonopsiens forment un groupe majeur de thérapsides carnivores dont le plus ancien représentant connu provient de l'île méditerranéenne de Majorque, et qui date vraisemblablement du début du Permien moyen, voire d'un âge plus ancien. Durant cette période, la majorité des représentants de ce clade sont de taille assez réduite et leurs écosystèmes sont principalement dominés par les dinocéphales, de grands thérapsides caractérisés par une forte robustesse des os. Néanmoins, certains genres, notamment Phorcys, sont de taille relativement plus imposante et occupaient déjà le rôle de superprédateur dans les plus anciennes strates géologiques du supergroupe du Karoo, en Afrique du Sud. Les gorgonopsiens sont les premiers prédateurs à développer des « dents de sabre », et ce bien avant que les premiers mammifères et dinosaures n'apparaissent. Cette caractéristique a ensuite évolué indépendamment et plusieurs fois dans différents groupes de mammifères prédateurs, notamment chez les félins machaïrodontes et les thylacosmilidés. Géographiquement, les gorgonopsiens sont principalement répandus dans les actuels territoires de l'Afrique et de la Russie européenne, avec néanmoins un spécimen indéterminé provenant de la dépression de Tourfan, dans le nord-ouest de la Chine, ainsi qu'un possible spécimen fragmentaire découvert dans la formation de Kundaram, dans le centre de l'Inde. Après l'extinction du Capitanien, les gorgonopsiens commencent à occuper les niches écologiques délaissées par les dinocéphales et les grands thérocéphales, et adoptent une taille de plus en plus imposante, ce qui leur fera très vite accéder au rôle de superprédateur. En Afrique, ce sont principalement les rubidgeinés qui occupent ce rôle, tandis qu'en Russie, seul Inostrancevia acquiert ce titre,,.

## Paléobiologie

### Tactique de chasse

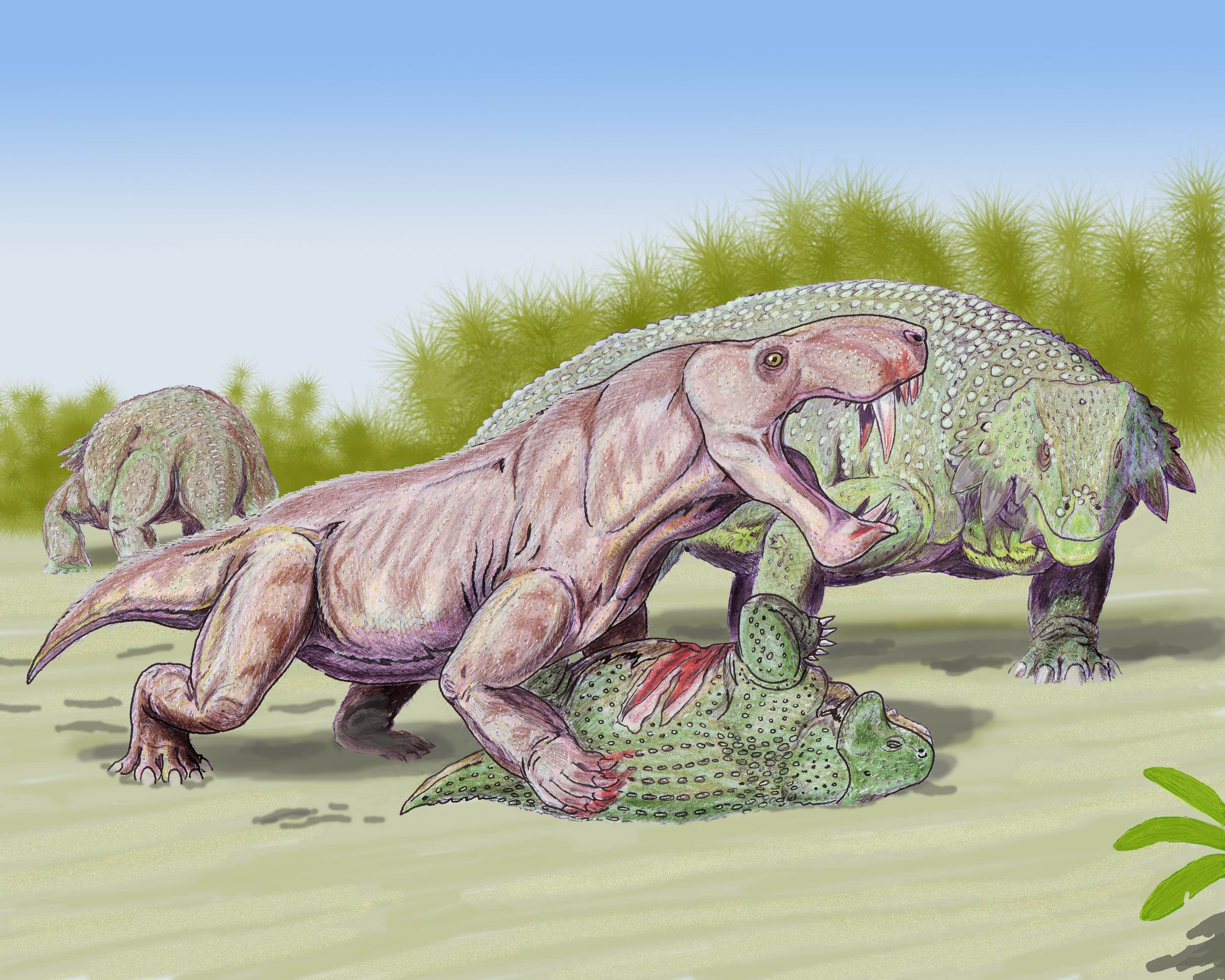
Vue d'artiste par Dimitri Bogdanov d'un I. alexandri attaquant un Scutosaurus juvénile.

Comme tous les autres gorgonopsiens, l'une des caractéristiques les plus reconnaissables d’Inostrancevia est la présence de longues canines ressemblant à des sabres sur les mâchoires supérieure et inférieure. La manière dont ces animaux ont utilisé cette denture est débattue. La force de morsure des prédateurs à dents de sabre comme Inostrancevia a été étudiée à l'aide d'analyses tridimensionnelles par le paléontologue suisse Stephan Lautenschlager et ses collègues en 2020. Leurs découvertes montrent que malgré la convergence morphologique parmi les prédateurs à dents de sabre, il existe une diversité dans les techniques possibles de mise à mort. Le gorgonopsien de taille similaire Rubidgea est capable de produire une force de morsure de 715 newtons. Bien qu'il n'ait pas la force de la mâchoire nécessaire pour être capable d'écraser l'os, l'analyse détaille que les gorgonopsiens les plus massifs possèdent une morsure plus puissante que les autres prédateurs à dents de sabre. L'étude indique également que la mâchoire d'Inostrancevia est capable d'une ouverture importante, permettant de délivrer une morsure fatale similaire à la technique de mise à mort hypothétique du célèbre Smilodon.
Antón donne un aperçu de la biologie des gorgonopsiens dans un ouvrage publiée en 2013, écrivant qu'en dépit de leurs différences avec les mammifères dits à « dents de sabre », de nombreuses caractéristiques de leurs squelettes indiquent qu'ils auraient été des prédateurs actifs. Alors que leurs cerveaux sont proportionnellement plus petits que celui des mammifères et que leurs yeux placés sur le côté offrent une vision stéréoscopique limitée, ils possèdent des cornets bien développés dans leur cavité nasale, une caractéristique associée à un odorat avancé qui les aurait aidés pour traquer leurs proies. Les canines auraient été utilisées pour délivrer une morsure tranchante, tandis que les incisives, formant un arc devant les canines, retiendrait la proie en coupant la chair tout en se nourrissant. Pour leur permettre d'augmenter leur ouverture lorsqu'ils mordent, les gorgonopsiens possèdent plusieurs os dans leurs mandibules qui peuvent se déplacer les uns par rapport aux autres et qui auraient une double articulation avec le crâne, contrairement aux mammifères où l'os articulaire de l'articulation arrière constitue l'un des os de l'oreille : le marteau. Antón imagine que les gorgonopsiens chasseraient en quittant leur abri lorsque la proie serait suffisamment proche d'eux. Il utiliseraient leur vitesse relativement plus grande pour bondir rapidement dessus, les attraper avec leurs membres antérieurs et mordre toute partie du corps qui tiendrait dans leurs mâchoires. Une telle morsure entraînerait une perte de sang importante et le prédateur continuerait à essayer de mordre les parties vulnérables du corps.

### Mobilité
Antón déclare en 2013 que même si les squelettes postcrâniens des gorgonopsiens sont fondamentalement de forme reptilienne, leurs positions seraient beaucoup plus droites que chez les synapsides plus primitifs, comme les pélycosaures, qui ont une démarche rampante. La locomotion régulière des gorgonopsiens serait similaire aux « marches hautes » observées chez les crocodiliens, dans lesquelles le ventre est porté au-dessus du sol, les pieds pointés vers l'avant et les membres portés sous le tronc plutôt que sur les côtés. Les membres antérieurs ont une posture plus horizontale que les membres postérieurs, avec les coudes pointés vers l'extérieur pendant le mouvement, mais la démarche des membres postérieurs aurait ressemblé à celle des mammifères. Comme chez les reptiles, les muscles de la queue sont importants dans la flexion du membre postérieur, alors que les queues des mammifères sont simplement utilisées pour maintenir l'équilibre. Leurs pattes seraient probablement plantigrades, c'est-à-dire que les semelles sont placées à plat sur le sol, et seraient probablement plus rapides et agiles que celles de leurs proies. Leurs pieds sont plus symétriques par rapport à la condition reptilienne, rendant le contact avec le sol plus efficace, semblable à celui de certains mammifères cursifs.

## Paléoécologie

### Paléoenvironnement

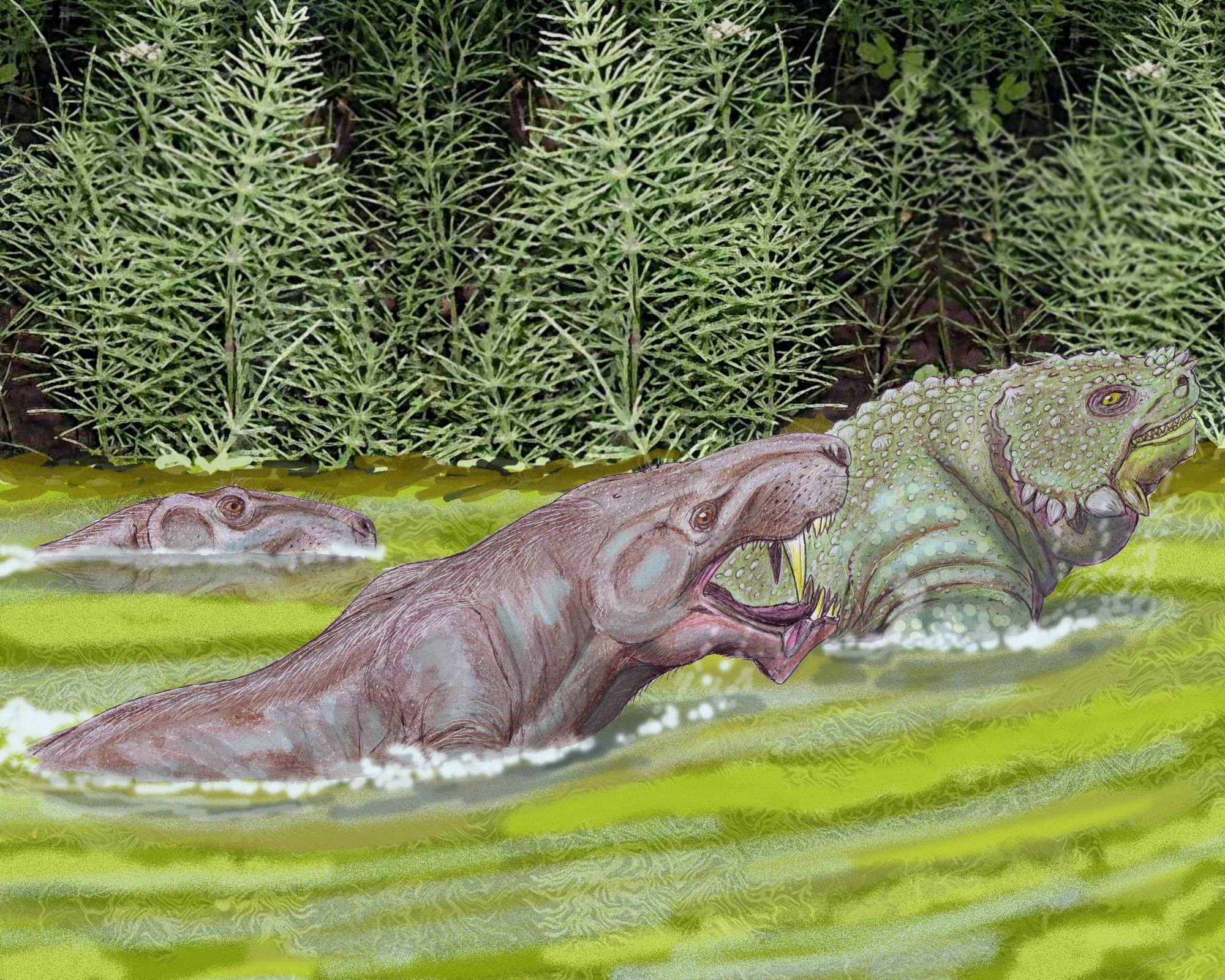
Vue d'artiste par Dimitri Bogdanov de deux I. latifrons attaquant un Scutosaurus à la nage.

Inostrancevia est à l'heure actuelle l'unique genre de gorgonopsien formellement reconnu à avoir eu une distribution transcontinentale, étant présent dans les deux territoires d'où les fossiles du groupe sont unanimement répertoriés, à savoir en Afrique australe et en Russie européenne,. Dans toutes les formations géologiques concernées, Inostrancevia aurait été l'un si ce n'est le principal superprédateur de ces faunes, ciblant une grande majorité des tétrapodes le côtoyant,, et plus probablement envers les dicynodontes et les paréiasaures,. Durant la fin du Permien, l'Oural méridional était situé autour de la latitude 28-34°N et fut défini comme un « désert froid » dominé par des dépôts fluviaux. La formation de Salarevo en particulier (un horizon d'où sont originaires les espèces russes d’Inostrancevia) se déposait dans une zone saisonnière semi-aride à aride avec de multiples lacs d'eau peu profonde qui furent périodiquement inondés. La paléoflore d'une grande partie de la Russie européenne de l'époque était dominée par un genre de peltaspermacéen (en), Tatarina, et d'autres genres apparentés, suivi par des ginkophytes (en) et des conifères. En revanche, les fougères sont relativement rares, et les sphénophytes ne sont présents que localement. On trouve également des plantes hygrophytes et halophytes dans des zones côtières ainsi que des conifères, plus résistants à la sécheresse et aux altitudes plus élevées. La zone d'assemblage supérieure de Daptocephalus en Afrique du Sud aurait été une plaine inondable bien drainée. La formation d'Usili en Tanzanie correspond à une plaine alluviale qui aurait eu de nombreux petits ruisseaux formant des méandres, passant à travers des plaines inondables bien végétalisées. Le sous-sol de cette formation aurait également abrité une nappe phréatique généralement élevée.

### Faune contemporaine

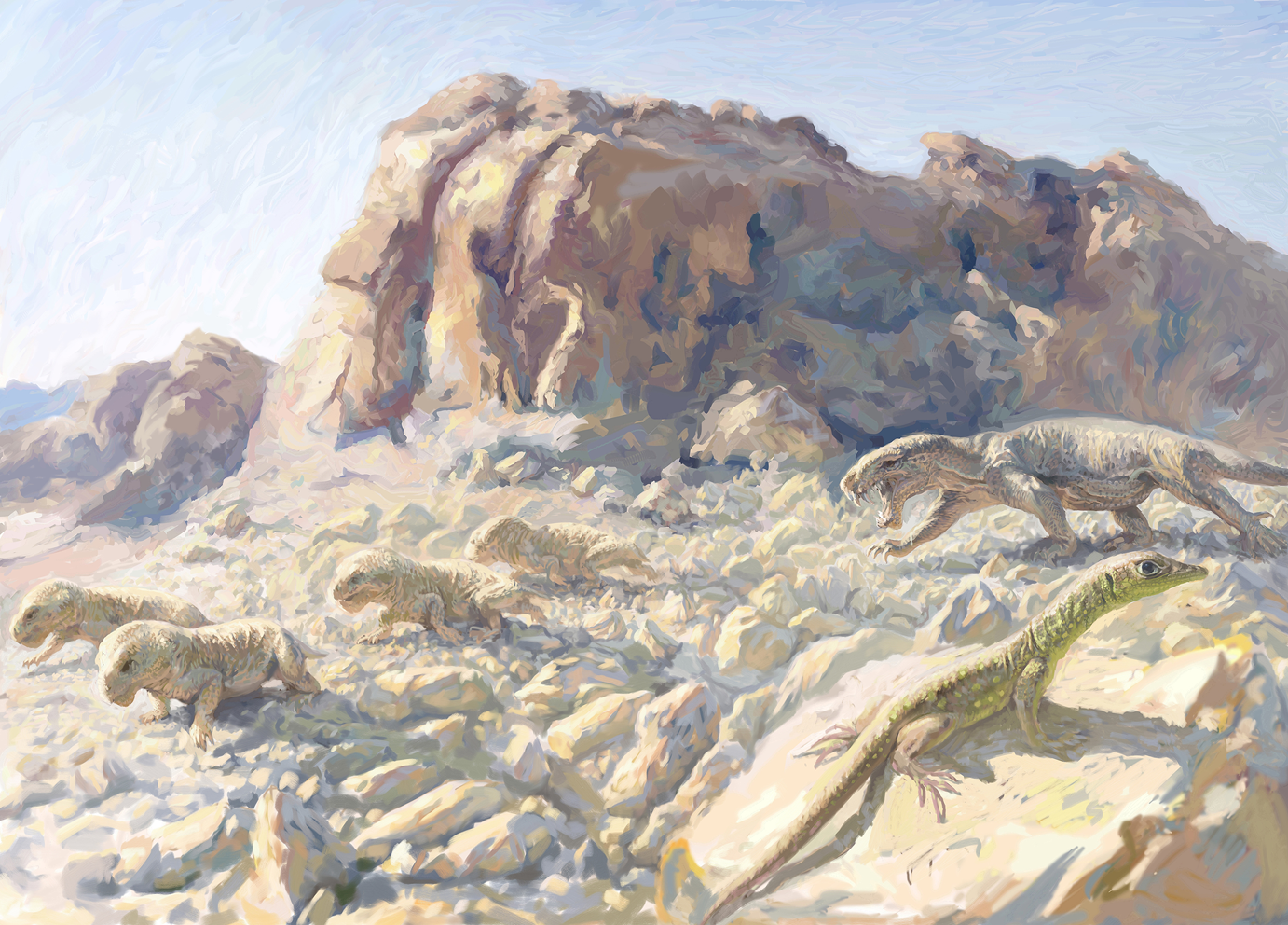
Reconstitution d'un gorgonopsien chassant un troupeau de dicynodontes, basée sur la formation d'Usili.

Dans les archives fossiles russes, Inostrancevia est actuellement l'unique grand gorgonopsien à avoir été documenté, Pravoslavlevia étant un représentant plus petit,. En Tanzanie cependant, le taxon fut contemporain avec un nombre considérable d'autres gorgonopsiens, incluant même les grands rubidgeinés que sont Dinogorgon et Rubidgea,. En Afrique du Sud, Inostrancevia aurait vraisemblablement occupé la place du superprédateur principal après l'extinction des rubidgeinés,. Néanmoins, il est possible qu’I. africana n'aurait pas été le seul gorgonopsien à avoir été découvert  dans la ferme de Nooitgedacht 68, car un spécimen indéterminé appartenant à ce groupe y est aussi répertorié. Un autre spécimen décrit en 2025 fournit la preuve qu’I. africana était également présent dans ce qui est aujourd'hui le Mozambique. En Afrique australe, les dicynodontes sont les tétrapodes fossiles les plus abondants, alors que dans les archives russes seul Vivaxosaurus (en) est connu,,. En dehors des gorgonopsiens, le genre fut également contemporain avec d'autres thériodontes, tels que des thérocéphales (principalement des akidnognathidés) et de nombreux cynodontes basaux tels que Dvinia (en) et Procynosuchus,,,. Exclusivement dans la formation d'Usili, Inostrancevia aurait été contemporain avec des biarmosuchiens des genres Burnetia (en) et Pembacephalus,. Un certain nombres d'autres tétrapodes non-synapsides furent contemporains avec Inostrancevia. Chez les sauropsides, les paréiasaures, notamment Scutosaurus, sont les tétrapodes les plus présents dans les archives fossiles russes, bien que d'autres représentants tels qu’Anthodon et Pareiasaurus sont connus dans les formations africaines. Des archosauromorphes contemporains tels qu’Aenigmastropheus (en) et Proterosuchus n'ont quant à eux été identifiés uniquement qu'en Afrique, respectivement en Tanzanie et en Afrique du Sud. Les temnospondyles contemporains à Inostrancevia incluent Dvinosaurus en Russie,, et Peltobatrachus en Tanzanie,. Des reptiliomorphes comme Chroniosuchus et Kotlassia (en) ont été identifiés en Russie,,.

## Extinction
Les gorgonopsiens, incluant Inostrancevia, ont disparu durant la fin du Lopingien lors de l'extinction Permien-Trias, principalement à cause des activités volcaniques qui ont formé les trapps de Sibérie. L'éruption a provoqué un dérèglement climatique important défavorable à leur survie, conduisant à leur extinction. Leurs niches écologiques ont cédé la place aux écosystèmes terrestres modernes comprenant les sauropsides, majoritairement des archosaures, ainsi que, parmi les rares thérapsides survivant à l'évènement, les mammifères. Cependant, certains gorgonopsiens russes ont déjà disparu un peu avant l'évènement, ayant délaissé par conséquent certaines de leurs niches à de grands thérocéphales.
En 2023, Kammerer et ses collègues ont suggéré que la découverte d’Inostrancevia en Afrique du Sud serait la preuve que le genre aurait migré depuis le territoire russe avant de remplacer les rubidgeinés peu avant l'extinction de masse. Dès l'année suivante, les découvertes de fossiles plus anciens d’Inostrancevia provenant de Tanzanie et du Mozambique prouvent au contraire que le genre a atteint l'Afrique australe bien avant cet événement,. Néanmoins, avec Cyonosaurus, Inostrancevia reste le gorgonopsien le plus récent connu des archives fossiles du Permien supérieur,,.